# 比特尔博恩
比特尔博恩是德国黑森州的一个市镇。总面积30.01平方公里，总人口13916人，其中男性6915人，女性7001人（2011年12月31日），人口密度464人/平方公里。